# Объединённая команда на летних Олимпийских играх 1992
Объединённая команда республик бывшего СССР (за исключением Эстонии, Латвии и Литвы) выступала на летних Олимпийских играх единственный раз — на играх 1992 года. Она принимала участие в соревнованиях по 27 видам спорта, получив всего 112 медалей, из них золотых — 45, серебряных — 38 и бронзовых — 29 (таким образом команда стала 1-й в медальном зачёте). Главным тренером сборной был Вадим Зеличёнок, знаменосцем на церемонии открытия — Александр Карелин. Сборная показала хорошие результаты. Героем стал гимнаст Виталий Щербо, завоевавший 6 золотых медалей. Гимнастки Гуцу и Лысенко выиграли 2 золота, став двукратными олимпийскими чемпионками. Светлана Богинская стала в Барселоне трёхкратной олимпийской чемпионкой. Пловцы выиграли 6 золотых медалей. Евгений Садовый, завоевав 3 золота, стал трёхкратным олимпийским чемпионом. Александр Попов принёс в копилку 2 золота и 2 серебра. Легкоатлетка Ольга Брызгина выиграла золото и серебро суммарно также став трёхкратной победительницей олимпийских игр. По итогам барселонских игр двукратными олимпиониками также стали тяжелоатлет Курлович, стрелок Логвиненко, гандболисты Васильев, Гопин, Шумик и Лавров, борцы Карелин, Хадарцев и Фадзаев. Всего было завоёвано 112 медалей в 20 видах спорта, золото в 12, а именно: в спортивной и художественной гимнастике, лёгкой и тяжёлой атлетиках, баскетболе, гандболе, борьбе, плавании, дзюдо, стрельбе, фехтовании и гребле на байдарках и каноэ. Медали были завоёваны также в академической гребле, водном поло, боксе, волейболе, прыжках в воду, современном пятиборье, стрельбе из лука и, впервые в истории, в теннисе.

## Медалисты

### Золотые медалисты
| Медаль | Спортсмен | Вид спорта                  | Дисциплина                                  |
| ------ | --- | --------------------------- | ------------------------------------------- |
| Золото | Елена Жирко, Елена Баранова, Ирина Герлиц, Елена Торникиду, Елена Швайбович, Марина Ткаченко, Ирина Минх, Елена Худашова, Ирина Сумникова, Элен Бунатьянц, Наталья Засульская, Светлана Заболуева, Ирина Рутковская                                  | Баскетбол                   | Женщины                                     |
| Золото | Арсен Фадзаев | Вольная борьба              | Мужчины, до 68 кг                           |
| Золото | Махарбек Хадарцев | Вольная борьба              | Мужчины, до 90 кг                           |
| Золото | Лери Хабелов | Вольная борьба              | Мужчины, до 100 кг                          |
| Золото | Олег Кучеренко | Греко-римская борьба        | Мужчины, до 48 кг                           |
| Золото | Мнацакан Искандарян | Греко-римская борьба        | Мужчины, до 74 кг                           |
| Золото | Александр Карелин | Греко-римская борьба        | Мужчины, до 130 кг                          |
| Золото | Андрей Лавров, Игорь Чумак, Игорь Васильев, Юрий Гаврилов, Андрей Барбашинский, Андрей Миневский, Вячеслав Горпишин, Сергей Бебешко, Валерий Гопин, Василий Кудинов, Талант Дуйшебаев, Дмитрий Филиппов, Михаил Якимович, Олег Гребнев, Олег Киселёв | Гандбол                     | Мужчины                                     |
| Золото | Валерий Беленький, Алексей Воропаев, Игорь Коробчинский, Григорий Мисютин, Виталий Щербо, Рустам Шарипов | Спортивная гимнастика       | Мужчины, командное первенство               |
| Золото | Виталий Щербо | Спортивная гимнастика       | Мужчины, личное первенство                  |
| Золото | Виталий Щербо | Спортивная гимнастика       | Мужчины, конь                               |
| Золото | Виталий Щербо | Спортивная гимнастика       | Мужчины, кольца                             |
| Золото | Виталий Щербо | Спортивная гимнастика       | Мужчины, опорный прыжок                     |
| Золото | Виталий Щербо | Спортивная гимнастика       | Мужчины, брусья                             |
| Золото | Розалия Галиева, Светлана Богинская, Татьяна Гуцу, Елена Груднева, Татьяна Лысенко, Оксана Чусовитина | Спортивная гимнастика       | Женщины, командное первенство               |
| Золото | Татьяна Гуцу | Спортивная гимнастика       | Женщины, личное первенство                  |
| Золото | Татьяна Лысенко | Спортивная гимнастика       | Женщины, бревно                             |
| Золото | Александра Тимошенко | Художественная гимнастика   | Женщины, личное первенство                  |
| Золото | Александр Масейков Дмитрий Довгалёнок | Гребля на байдарках и каноэ | Мужчины, каноэ-двойка, 500 м                |
| Золото | Назим Гусейнов | Дзюдо                       | Мужчины, до 60 кг                           |
| Золото | Давид Хахалейшвили | Дзюдо                       | Мужчины, свыше 95 кг                        |
| Золото | Андрей Перлов | Лёгкая атлетика             | Мужчины, ходьба на 50 км                    |
| Золото | Максим Тарасов | Лёгкая атлетика             | Мужчины, прыжки с шестом                    |
| Золото | Андрей Абдувалиев | Лёгкая атлетика             | Мужчины, метание молота                     |
| Золото | Елена Романова | Лёгкая атлетика             | Женщины, 3000 м                             |
| Золото | Валентина Егорова | Лёгкая атлетика             | Женщины, марафон                            |
| Золото | Светлана Кривелёва | Лёгкая атлетика             | Женщины, толкание ядра                      |
| Золото | Елена Рузина, Людмила Джигалова, Ольга Брызгина, Ольга Назарова | Лёгкая атлетика             | Женщины, эстафета 4 x 400 м                 |
| Золото | Александр Попов | Плавание                    | Мужчины, 50 м вольным стилем                |
| Золото | Александр Попов | Плавание                    | Мужчины, 100 м вольным стилем               |
| Золото | Евгений Садовый | Плавание                    | Мужчины, 200 м вольным стилем               |
| Золото | Евгений Садовый | Плавание                    | Мужчины, 400 м вольным стилем               |
| Золото | Дмитрий Лепиков Владимир Пышненко Евгений Садовый Вениамин Таянович | Плавание                    | Мужчины, эстафета 4 x 200 м вольным стилем  |
| Золото | Елена Рудковская | Плавание                    | Женщины, 100 м брассом                      |
| Золото | Юрий Федькин | Пулевая стрельба            | Мужчины, пневматическая винтовка            |
| Золото | Грачья Петикян | Пулевая стрельба            | Мужчины, произвольная винтовка, 3 положения |
| Золото | Константин Лукашик | Пулевая стрельба            | Мужчины, произвольный пистолет              |
| Золото | Марина Логвиненко | Пулевая стрельба            | Женщины, пневматический пистолет            |
| Золото | Марина Логвиненко | Пулевая стрельба            | Женщины, спортивный пистолет                |
| Золото | Исраел Милитосян | Тяжёлая атлетика            | Мужчины, до 67,5 кг                         |
| Золото | Фёдор Касапу | Тяжёлая атлетика            | Мужчины, до 75 кг                           |
| Золото | Кахи Кахиашвили | Тяжёлая атлетика            | Мужчины, до 90 кг                           |
| Золото | Виктор Трегубов | Тяжёлая атлетика            | Мужчины, до 100 кг                          |
| Золото | Александр Курлович | Тяжёлая атлетика            | Мужчины, свыше 110 кг                       |
| Золото | Вадим Гутцайт Григорий Кириенко Георгий Погосов Станислав Поздняков Александр Ширшов | Фехтование                  | Мужчины, сабля, командное первенство        |

### Серебряные медалисты
| Медаль  | Спортсмен | Вид спорта                  | Дисциплина                                 |
| ------- | --- | --------------------------- | ------------------------------------------ |
| Серебро | Ростислав Зауличный | Бокс                        | Мужчины, до 81 кг                          |
| Серебро | Сергей Смаль | Вольная борьба              | Мужчины, до 57 кг                          |
| Серебро | Эльмади Жабраилов | Вольная борьба              | Мужчины, до 82 кг                          |
| Серебро | Альфред Тер-Мкртчян | Греко-римская борьба        | Мужчины, до 52 кг                          |
| Серебро | Сергей Мартынов | Греко-римская борьба        | Мужчины, до 62 кг                          |
| Серебро | Ислам Дугучиев | Греко-римская борьба        | Мужчины, до 68 кг                          |
| Серебро | Валентина Огиенко, Наталья Морозова, Марина Панкова, Елена Батухтина, Ирина Ильченко, Татьяна Сидоренко, Татьяна Меньшова, Евгения Артамонова, Галина Лебедева, Светлана Василевская, Елена Чебукина, Светлана Корытова | Волейбол                    | Женщины                                    |
| Серебро | Григорий Мисютин | Спортивная гимнастика       | Мужчины, личное первенство                 |
| Серебро | Григорий Мисютин | Спортивная гимнастика       | Мужчины, вольные упражнения                |
| Серебро | Григорий Мисютин | Спортивная гимнастика       | Мужчины, опорный прыжок                    |
| Серебро | Григорий Мисютин | Спортивная гимнастика       | Мужчины, перекладина                       |
| Серебро | Татьяна Гуцу | Спортивная гимнастика       | Женщины, брусья                            |
| Серебро | Михал Сливиньский | Гребля на байдарках и каноэ | Мужчины, каноэ-одиночка, 500 м             |
| Серебро | Игорь Транденков | Лёгкая атлетика             | Мужчины, прыжки с шестом                   |
| Серебро | Игорь Астапкович | Лёгкая атлетика             | Мужчины, метание молота                    |
| Серебро | Ольга Брызгина | Лёгкая атлетика             | Женщины, 400 м                             |
| Серебро | Лилия Нурутдинова | Лёгкая атлетика             | Женщины, 800 м                             |
| Серебро | Людмила Рогачёва | Лёгкая атлетика             | Женщины, 1500 м                            |
| Серебро | Татьяна Доровских | Лёгкая атлетика             | Женщины, 3000 м                            |
| Серебро | Ольга Богословская Галина Мальчугина Ирина Привалова Марина Транденкова | Лёгкая атлетика             | Женщины, эстафета 4 x 100 м                |
| Серебро | Елена Николаева | Лёгкая атлетика             | Женщины, ходьба 10 км                      |
| Серебро | Инесса Кравец | Лёгкая атлетика             | Женщины, прыжки в длину                    |
| Серебро | Наталья Шиколенко | Лёгкая атлетика             | Женщины, метание копья                     |
| Серебро | Ирина Белова | Лёгкая атлетика             | Женщины, семиборье                         |
| Серебро | Владимир Сельков | Плавание                    | Мужчины, 200 м на спине                    |
| Серебро | Павел Хныкин Юрий Башкатов Александр Попов Геннадий Пригода | Плавание                    | Мужчины, эстафета 4 x 100 м вольным стилем |
| Серебро | Ирина Лашко | Прыжки в воду               | Женщины, трамплин                          |
| Серебро | Елена Мирошина | Прыжки в воду               | Женщины, вышка                             |
| Серебро | Эдуард Зеновка Анатолий Старостин Дмитрий Сватковский | Современное пятиборье       | Мужчины, командное первенство              |
| Серебро | Анатолий Асрабаев | Пулевая стрельба            | Мужчины, движущаяся мишень «бегущий кабан» |
| Серебро | Сергей Пыжьянов | Пулевая стрельба            | Мужчины, пневматический пистолет           |
| Серебро | Сергей Сырцов | Тяжёлая атлетика            | Мужчины, до 90 кг                          |
| Серебро | Тимур Таймазов | Тяжёлая атлетика            | Мужчины, до 100 кг                         |
| Серебро | Артур Акоев | Тяжёлая атлетика            | Мужчины, до 110 кг                         |
| Серебро | Леонид Тараненко | Тяжёлая атлетика            | Мужчины, свыше 110 кг                      |
| Серебро | Павел Колобков | Фехтование                  | Мужчины, шпага, личное первенство          |
| Серебро | Сергей Голубицкий | Фехтование                  | Мужчины, рапира, личное первенство         |

### Бронзовые медалисты
| Медаль | Спортсмен | Вид спорта                | Дисциплина                                  |
| ------ | --- | ------------------------- | ------------------------------------------- |
| Бронза | Рамаз Палиани | Бокс                      | Мужчины, до 57 кг                           |
| Бронза | Вугар Оруджев | Вольная борьба            | Мужчины, до 48 кг                           |
| Бронза | Давид Гобеджиашвили | Вольная борьба            | Мужчины, до 130 кг                          |
| Бронза | Даулет Турлыханов | Греко-римская борьба      | Мужчины, до 82 кг                           |
| Бронза | Георгий Когуашвили | Греко-римская борьба      | Мужчины, до 90 кг                           |
| Бронза | Сергей Демяшкевич | Греко-римская борьба      | Мужчины, до 100 кг                          |
| Бронза | Андрей Белофастов, Алексей Вдовин, Дмитрий Апанасенко, Дмитрий Горшков, Владимир Карабутов, Андрей Коваленко, Николай Козлов, Александр Колотов, Александр Огородников, Сергей Наумов, Сергей Маркоч, Александр Чигирь, Евгений Шаронов                               | Водное поло               | Мужчины                                     |
| Бронза | Марина Базанова, Наталья Дерюгина, Светлана Богданова, Наталья Анисимова, Татьяна Горб, Галина Борзенкова, Людмила Гудзь, Элина Гусева, Татьяна Джанджгава, Лариса Киселёва, Галина Оноприенко, Наталья Морскова, Светлана Пряхина, Раиса Вераксо, Светлана Розинцева | Гандбол                   | Женщины                                     |
| Бронза | Валерий Беленький | Спортивная гимнастика     | Мужчины, личное первенство                  |
| Бронза | Игорь Коробчинский | Спортивная гимнастика     | Мужчины, брусья                             |
| Бронза | Татьяна Лысенко | Спортивная гимнастика     | Женщины, опорный прыжок                     |
| Бронза | Татьяна Гуцу | Спортивная гимнастика     | Женщины, вольные упражнения                 |
| Бронза | Оксана Скалдина | Художественная гимнастика | Женщины, личное первенство                  |
| Бронза | Екатерина Ходотович, Антонина Зеликович, Елена Хлопцева, Татьяна Устюжанина | Академическая гребля      | Женщины, четвёрка парная                    |
| Бронза | Дмитрий Сергеев | Дзюдо                     | Мужчины, до 95 кг                           |
| Бронза | Елена Петрова | Дзюдо                     | Женщины, до 61 кг                           |
| Бронза | Вячеслав Лыхо | Лёгкая атлетика           | Мужчины, толкание ядра                      |
| Бронза | Игорь Никулин | Лёгкая атлетика           | Мужчины, метание молота                     |
| Бронза | Ирина Привалова | Лёгкая атлетика           | Женщины, 100 м                              |
| Бронза | Нина Живаневская Ольга Кириченко Наталья Мещерякова Елена Рудковская Елена Шубина | Плавание                  | Женщины, комбинированная эстафета 4 x 100 м |
| Бронза | Дмитрий Саутин | Прыжки в воду             | Мужчины, трамплин                           |
| Бронза | Эдуард Зеновка | Современное пятиборье     | Мужчины, личное первенство                  |
| Бронза | Наталья Валеева | Стрельба из лука          | Женщины, личное первенство                  |
| Бронза | Наталья Валеева Хатуна Квривишвили Людмила Аржанникова | Стрельба из лука          | Женщины, командное первенство               |
| Бронза | Андрей Черкасов | Теннис                    | Мужчины, одиночный разряд                   |
| Бронза | Лейла Месхи Наталья Зверева | Теннис                    | Женщины, парный разряд                      |
| Бронза | Валерий Захаревич Павел Колобков Сергей Костарев Сергей Кравчук Андрей Шувалов | Фехтование                | Мужчины, шпага, командное первенство        |
| Бронза | Татьяна Садовская | Фехтование                | Женщины, рапира, личное первенство          |

## Медали по видам спорта
| Спорт                       | Золото | Серебро | Бронза | Всего |
| --------------------------- | ------ | ------- | ------ | ----- |
| Спортивная гимнастика       | 9      | 5       | 4      | 18    |
| Лёгкая атлетика             | 7      | 11      | 3      | 21    |
| Борьба                      | 6      | 5       | 5      | 16    |
| Плавание                    | 6      | 2       | 1      | 9     |
| Тяжёлая атлетика            | 5      | 4       | 0      | 9     |
| Стрельба                    | 5      | 2       | 0      | 7     |
| Дзюдо                       | 2      | 0       | 2      | 4     |
| Фехтование                  | 1      | 2       | 2      | 5     |
| Гребля на байдарках и каноэ | 1      | 1       | 0      | 2     |
| Гандбол                     | 1      | 0       | 1      | 2     |
| Художественная гимнастика   | 1      | 0       | 1      | 2     |
| Баскетбол                   | 1      | 0       | 0      | 1     |
| Прыжки в воду               | 0      | 2       | 1      | 3     |
| Бокс                        | 0      | 1       | 1      | 2     |
| Современное пятиборье       | 0      | 1       | 1      | 2     |
| Волейбол                    | 0      | 1       | 0      | 1     |
| Стрельба из лука            | 0      | 0       | 2      | 2     |
| Теннис                      | 0      | 0       | 2      | 2     |
| Академическая гребля        | 0      | 0       | 1      | 1     |
| Водное поло                 | 0      | 0       | 1      | 1     |
| Всего                       | 45     | 38      | 29     | 112   |

### Многократные призёры
| Имя                | Вид спорта            |   |   |   | Итого |
| ------------------ | --------------------- | - | - | - | ----- |
| Виталий Щербо      | Спортивная гимнастика | 6 | 0 | 0 | 6     |
| Евгений Садовый    | Плавание              | 3 | 0 | 0 | 3     |
| Александр Попов    | Плавание              | 2 | 2 | 0 | 4     |
| Татьяна Гуцу       | Спортивная гимнастика | 2 | 1 | 1 | 4     |
| Татьяна Лысенко    | Спортивная гимнастика | 2 | 0 | 1 | 3     |
| Марина Логвиненко  | Стрельба              | 2 | 0 | 0 | 2     |
| Григорий Мисютин   | Спортивная гимнастика | 1 | 4 | 0 | 5     |
| Владимир Пышненко  | Плавание              | 1 | 2 | 0 | 3     |
| Вениамин Таянович  | Плавание              | 1 | 1 | 0 | 2     |
| Ольга Брызгина     | Лёгкая атлетика       | 1 | 1 | 0 | 2     |
| Елена Рудковская   | Плавание              | 1 | 0 | 1 | 2     |
| Валерий Беленький  | Спортивная гимнастика | 1 | 0 | 1 | 2     |
| Игорь Коробчинский | Спортивная гимнастика | 1 | 0 | 1 | 2     |
| Владимир Сельков   | Плавание              | 0 | 2 | 0 | 2     |
| Павел Хныкин       | Плавание              | 0 | 2 | 0 | 2     |
| Павел Колобков     | Фехтование            | 0 | 1 | 1 | 2     |
| Ирина Привалова    | Лёгкая атлетика       | 0 | 1 | 1 | 2     |
| Эдуард Зеновка     | Современное пятиборье | 0 | 1 | 1 | 2     |

## Состав сборной
Академическая гребля
1. Александр Аникеев
2. Валерий Белодедов
3. Игорь Бортницкий
4. Александр Бритов
5. Вениамин Бут
6. Гирт Вилкс
7. Степан Дмитриевский
8. Валерий Досенко
9. Сергей Кинякин
10. Евгений Кисляков
11. Анатолий Корбут
12. Сергей Коротких
13. Геннадий Крючкин
14. Игорь Могильный
15. Роман Монченко
16. Дмитрий Нос
17. Пётр Петринич
18. Николай Пименов
19. Юрий Пименов
20. Виктор Питиримов
21. Виталий Раевский
22. Владимир Романишин
23. Олег Свешников
24. Александр Слободенюк
25. Владимир Соколов
26. Василий Тиханов
27. Николай Чуприна
28. Леонид Шапошников
29. Игорь Шкаберин
30. Вадим Юнаш
31. Ирина Грибко
32. Наталья Григорьева
33. Сария Закирова
34. Антонина Зеликович
35. Марина Знак
36. Екатерина Карстен
37. Екатерина Котько
38. Елена Медведева
39. Анна Мотречко
40. Елена Ронжина
41. Наталья Стасюк
42. Сармите Стоне
43. Марина Супрун
44. Татьяна Устюжанина
45. Светлана Филь
46. Инна Фролова
47. Елена Хлопцева

 Бадминтон
1. Андрей Антропов
2. Елена Рыбкина

 Баскетбол
1. Сергей Базаревич
2. Александр Белостенный
3. Виктор Бережной
4. Гундарс Ветра
5. Александр Волков
6. Эльшад Гадашев
7. Владимир Горин
8. Игорс Миглиниекс
9. Виталий Носов
10. Сергей Панов
11. Дмитрий Сухарев
12. Валерий Тихоненко
13. Елена Баранова
14. Элен Бунатьянц
15. Ирина Герлиц
16. Елена Жирко
17. Светлана Заболуева
18. Наталья Засульская
19. Ирина Минх
20. Ирина Сумникова
21. Марина Ткаченко
22. Елена Торникиду
23. Елена Худашова
24. Елена Швайбович

 Бокс
1. Владислав Антонов
2. Владимир Ганченко
3. Артур Григорян
4. Ростислав Зауличный
5. Николай Кульпин
6. Александр Лебзяк
7. Олег Николаев
8. Рамаз Палиани
9. Андрей Пестряев
10. Аркадий Топаев
11. Анатолий Филиппов
12. Алексей Чудинов

 Борьба
Вольная борьба
1. Магомед Азизов
2. Магомедсалам Гаджиев
3. Давид Гобеджишвили
4. Эльмади Жабраилов
5. Вугар Оруджев
6. Сергей Смаль
7. Владимир Тогузов
8. Арсен Фадзаев
9. Лери Хабелов
10. Махарбек Хадарцев

Греко-римская борьба
1. Сергей Демяшкевич
2. Ислам Дугучиев
3. Александр Игнатенко
4. Мнацакан Искандарян
5. Александр Карелин
6. Гоги Когуашвили
7. Олег Кучеренко
8. Сергей Мартынов
9. Альфред Тер-Мкртчян
10. Даулет Турлыханов

Велоспорт
 Шоссейный велоспорт
1. Алексей Бочков
2. Олег Галкин
3. Игорь Дзюба
4. Пётр Кошеленко
5. Игорь Пастухович
6. Игорь Патенко
7. Святослав Рябушенко
8. Наталья Кищук
9. Светлана Самохвалова[3]
10. Зинаида Стагурская

 Трековый велоспорт
1. Валерий Батура
2. Александр Гонченков
3. Александр Кириченко
4. Николай Ковш
5. Николай Кузнецов
6. Дмитрий Нелюбин
7. Роман Сапрыкин
8. Василий Яковлев
9. Галина Енюхина
10. Светлана Самохвалова[3]

 Водное поло
1. Дмитрий Апанасенко
2. Андрей Белофастов
3. Алексей Вдовин
4. Дмитрий Горшков
5. Владимир Карабутов
6. Андрей Коваленко
7. Николай Козлов
8. Александр Колотов
9. Сергей Маркоч
10. Сергей Наумов
11. Александр Огородников
12. Александр Чигирь
13. Евгений Шаронов

 Волейбол
1. Сергей Горбунов
2. Юрий Коровянский
3. Евгений Красильников
4. Андрей Кузнецов
5. Руслан Олихвер
6. Игорь Рунов
7. Константин Ушаков
8. Дмитрий Фомин
9. Юрий Чередник
10. Александр Шадчин
11. Олег Шатунов
12. Павел Шишкин
13. Евгения Артамонова
14. Елена Батухтина
15. Светлана Василевская
16. Ирина Ильченко
17. Светлана Корытова
18. Галина Лебедева
19. Татьяна Меньшова
20. Наталья Морозова
21. Валентина Огиенко
22. Марина Панкова
23. Татьяна Сидоренко
24. Елена Чебукина

 Гандбол
1. Андрей Барбашинский
2. Сергей Бебешко
3. Игорь Васильев
4. Юрий Гаврилов
5. Валерий Гопин
6. Вячеслав Горпишин
7. Олег Гребнев
8. Талант Дуйшебаев
9. Олег Киселёв
10. Василий Кудинов
11. Андрей Лавров
12. Андрей Миневский
13. Дмитрий Филиппов
14. Игорь Чумак
15. Михаил Якимович
16. Наталья Анисимова
17. Марина Базанова
18. Светлана Богданова
19. Галина Борзенкова
20. Раиса Вераксо
21. Наталья Дерюгина
22. Татьяна Горб
23. Людмила Гудзь
24. Элина Гусева
25. Татьяна Джанджгава
26. Лариса Киселёва
27. Наталья Морскова
28. Галина Оноприенко
29. Светлана Пряхина
30. Светлана Розинцева

Гребля на байдарках и каноэ
 Гребля на гладкой воде
1. Владимир Бобрешов
2. Олег Горобий
3. Александр Грамович
4. Дмитрий Довгалёнок
5. Алексей Играев
6. Сергей Калесник
7. Иван Киреев
8. Сергей Кирсанов
9. Александр Костоглод
10. Вячеслав Кутузин
11. Александр Масейков
12. Игорь Нагаев
13. Михал Сливиньский
14. Анатолий Тищенко
15. Анатолий Тюрин
16. Галина Савенко
17. Ирина Саломыкова
18. Ольга Тищенко
19. Ирина Хмелевская

 Дзюдо
1. Магомедбек Алиев
2. Шарип Вараев
3. Назим Гусейнов
4. Сергей Космынин
5. Олег Мальцев
6. Дмитрий Сергеев
7. Давид Хахалейшвили
8. Елена Бесова
9. Светлана Гундаренко
10. Елена Котельникова
11. Дина Максутова
12. Елена Петрова
13. Инна Торопеева

 Конный спорт
1. Олег Карпов
2. Михаил Рыбак
3. Василиу Танас
4. Анатолий Тимошенко
5. Сандро Чихладзе
6. Инна Жураковская
7. Ирина Зуйкова
8. Ольга Климко

 Лёгкая атлетика
1. Андрей Абдувалиев
2. Владимир Андреев
3. Игорь Астапкович
4. Дмитрий Багрянов
5. Сергей Бубка
6. Леонид Волошин
7. Павел Галкин
8. Рамиль Ганиев
9. Дмитрий Головастов
10. Владимир Голяс
11. Вадим Задойнов
12. Виктор Зайцев
13. Владимир Зинченко
14. Вадим Иванов
15. Эдвин Иванов
16. Дмитрий Клигер
17. Александр Клименко
18. Александр Коваленко
19. Дмитрий Ковцун
20. Иван Коновалов
21. Дмитрий Косов
22. Вадим Курач
23. Вячеслав Лыхо
24. Анатолий Макаревич
25. Андрей Немчанинов
26. Игорь Никулин
27. Игорь Паклин
28. Андрей Перлов
29. Дмитрий Полюнин
30. Александр Поташёв
31. Виктор Радченко
32. Азат Ракипов
33. Виталий Савин
34. Юрий Сергиенко
35. Василий Соков
36. Валерий Спицын
37. Олег Стрижаков
38. Максим Тарасов
39. Олег Твердохлеб
40. Андрей Тихонов
41. Яков Толстиков
42. Игорь Транденков
43. Олег Трошин
44. Сергей Усов
45. Андрей Федорив
46. Эдуард Хямяляйнен
47. Дмитрий Шевченко
48. Андрей Шевчук
49. Владимир Шишкин
50. Михаил Щенников
51. Марина Азябина
52. Анжела Атрощенко
53. Ирина Белова
54. Лариса Бережная
55. Мадина Биктагирова
56. Ольга Богословская
57. Ольга Большова
58. Ольга Бондаренко
59. Ольга Брызгина
60. Рамиля Бурангулова
61. Любовь Гурина
62. Людмила Джигалова
63. Татьяна Доровских
64. Инна Евсеева
65. Валентина Егорова
66. Елена Жупиева-Вязова
67. Алина Иванова
68. Наталья Колованова
69. Елена Копытова
70. Лариса Короткевич
71. Ирина Костюченкова
72. Инесса Кравец
73. Светлана Кривелёва
74. Татьяна Ледовская
75. Наталья Лисовская
76. Галина Мальчугина
77. Людмила Матвеева
78. Ирина Мушаилова
79. Ольга Назарова
80. Людмила Нарожиленко
81. Елена Николаева
82. Лилия Нурутдинова
83. Вера Ордина
84. Вита Павлыш
85. Екатерина Подкопаева
86. Маргарита Пономарёва
87. Ирина Привалова
88. Людмила Рогачёва
89. Елена Романова
90. Елена Рузина
91. Елена Сайко
92. Елена Свеженцева
93. Марина Транденкова
94. Ольга Турчак
95. Ольга Чернявская
96. Татьяна Шевчик
97. Наталья Шиколенко
98. Марина Шмонина
99. Ирина Ятченко

 Настольный теннис
1. Андрей Мазунов
2. Дмитрий Мазунов
3. Галина Мельник
4. Ирина Палина
5. Валентина Попова
6. Елена Тимина

 Плавание
 Прыжки в воду
 Синхронное плавание
 Современное пятиборье
 Спортивная гимнастика
 Стрельба
1. Валерий Тимохин

 Стрельба из лука
 Теннис
 Тяжёлая атлетика
 Фехтование
 Художественная гимнастика

## Результаты соревнований

### Академическая гребля
В следующий раунд из каждого заезда проходили несколько лучших экипажей (в зависимости от дисциплины). В финал A выходили 6 сильнейших экипажей, остальные разыгрывали места в утешительных финалах B-D.
Мужчины
| Соревнование | Спортсмены                   | Предварительный заезд | Предварительный заезд | Предварительный заезд | Отборочный заезд | Отборочный заезд | Отборочный заезд | Полуфинал      | Полуфинал      | Полуфинал      | Финал   | Финал   | Итоговое место |
| Соревнование | Спортсмены                   | Заезд                 | Время                 | Место                 | Заезд            | Время            | Место            | Заезд          | Время          | Место          | Время   | Место   | Итоговое место |
| ------------ | ---------------------------- | --------------------- | --------------------- | --------------------- | ---------------- | ---------------- | ---------------- | -------------- | -------------- | -------------- | ------- | ------- | -------------- |
| одиночки     | Игорь Могильный              | 4                     | 7:15,59               | 3                     | 4                | 7:08,92          | 5                | Полуфинал C/D  | Полуфинал C/D  | Полуфинал C/D  | Финал C | Финал C | 17             |
| одиночки     | Игорь Могильный              | 4                     | 7:15,59               | 3                     | 4                | 7:08,92          | 5                | 2              | 7:03,91        | 1              | 7:14,34 | 5       | 17             |
| двойки       | Юрий Пименов Николай Пименов | 4                     | 7:09,37               | 3                     | 4                | 6:51,57          | 3 QC             | не участвовали | не участвовали | не участвовали | Финал C | Финал C | 15             |
| двойки       | Юрий Пименов Николай Пименов | 4                     | 7:09,37               | 3                     | 4                | 6:51,57          | 3 QC             | не участвовали | не участвовали | не участвовали | 6:48,24 | 3       | 15             |

### Стрельба
| Соревнование | Спортсмен     | Квалификация | Квалификация | Полуфинал | Полуфинал | Финал     | Финал     | Всего | Всего |
| Соревнование | Спортсмен     | Очки         | Место        | Очки      | Место     | Очки      | Место     | Очки  | Место |
| ------------ | ------------- | ------------ | ------------ | --------- | --------- | --------- | --------- | ----- | ----- |
| Скит         | Андрей Инешин | 145          | 25           | Не прошёл | Не прошёл | Не прошёл | Не прошёл | 145   | 25    |